# Little Dunham
Little Dunham är en ort och civil parish i Storbritannien.   Den ligger i grevskapet Norfolk och riksdelen England, i den sydöstra delen av landet, 140 km norr om huvudstaden London. Little Dunham ligger 84 meter över havet och antalet invånare är 309.
Terrängen runt Little Dunham är huvudsakligen platt. Little Dunham ligger uppe på en höjd. Runt Little Dunham är det ganska tätbefolkat, med 96 invånare per kvadratkilometer. Närmaste större samhälle är East Dereham, 11,6 km öster om Little Dunham. Trakten runt Little Dunham består till största delen av jordbruksmark.